# Blumenberg (Kolonia)
Blumenberg, Köln-Blumenberg — dzielnica miasta Kolonia w Niemczech, w okręgu administracyjnym Chorweiler, w kraju związkowym Nadrenia Północna-Westfalia, na lewym brzegu Renu. 